# Râul Ciulucul Mic
Râul Ciulucul Mic este un afluent de dreapta al râului Răut. Râul izvorăște în  apropiere de satul Pietrosu, raionul Fălești la altitudinea de 138 m la poalele dealului Măgura. Suprafața bazinului 1060 km2. Se varsă în Răut la sud de satele Sărătenii Vechi și Zăicani. În cursul superior valea este îngustă, în aval de Coșcodeni se lărgește considerabil. Pe unele sectoare albia pe alocuri formează meandre.